# Felipe Xavier
Felipe Xavier de Castro Santos (São Paulo, 11 de janeiro de 1972) é um humorista e radialista brasileiro.

## Carreira
Felipe Xavier iniciou a carreira no rádio a convite do também humorista Marco Bianchi. Na época, Felipe cursava arquitetura na Universidade de São Paulo. Passou a apresentar, juntamente com Marco Bianchi e Paulo Bonfá, o programa Rádio Alegre na Rádio USP FM em 1991.
Em 1995, o trio foi então contratado para apresentar um programa humorístico na Rádio 89 FM: Os Sobrinhos do Ataíde. Também apresentaram o programa Bola Fora, na TV Bandeirantes.
O programa Os Sobrinhos do Ataíde foi extinto em 1999 e Felipe transferiu-se para a Jovem Pan, onde apresentou os programas "Homem-Cueca", "Boca Cheia" e "Selig". Ainda apresentou o MTV Rock & Gol durante dois anos na MTV Brasil.
Felipe Xavier foi contratado pela Rádio Mix FM em 2000, onde apresentou o quadro de humor "Chuchu Beleza", até 2009, quando foi recontratado pela Jovem Pan. O sucesso do quadro levou Felipe a lançar CDs contendo histórias do programa: Dr. Pimpolho e Dr. Pimpolho Vol. 2, pela Universal Music. O programa é vendido para outras rádios. Chuchu Beleza virou programa dominical na TV Gazeta exibido entre 1 de junho de 2014 e 22 de fevereiro de 2015 
Montou a sua própria produtora em 2001, a Fxavier, a qual apresenta programas da Rádio 89 FM, além de criar jingles e spots para o mercado publicitário. Criou também a animação Vida de Plástico, inspirado em um episódio do seriado inglês "Absolutely Fabulous", em que apareciam bonecas dialogando durante um sonho de uma das protagonistas. Gravada em formato mini-DV, a animação utiliza bonecos e técnicas de stop-motion e computação gráfica. Foi exibida pela primeira vez na MTV Brasil em julho de 2000, dentro do programa Gordo a Go-Go, apresentado por João Gordo. Apresentou também o Blog 21 na Rede 21, ao lado de Paola Orleans Xis  Em 2007 a produtora passa a se chamar 72 Entretenimento. Além do programa “Chuchu Beleza”, a “72” produziu os programas de rádio: “Trip Eldorado” apresentado pelo editor da revista Trip, Paulo Lima; os programas “Fala Aí” com o doutor Jairo Bouer; o programa “A Bela e a Bola” com a apresentadora Renata Fan; e o programa “Cinema” com Rubens Ewald Filho. Em 2009, Felipe saiu da sociedade 72 Entretenimento e fundou sua nova companhia, a Galáxia Áudio e Filmes. Fora da rádio, ele dublou o camaleão Caco do desenho brasileiro Zica e os Camaleões. Em 4 de janeiro de 2016 estreou a versão em desenho animado do Homem Cueca, exibido pela Rede Bandeirantes, antes da exibição noturna de Os Simpsons.

## Personagens
- Peterson Foca - Sátira ao surfista Peterson Rosa, Peterson é um surfista desprovido de inteligência.
- Valeska Cristina - Patricinha que fala gírias contemporâneas.
- Pequeno Wilber
- Homem-Cueca - "Super-herói" Mercenário de classe baixa que "ajuda" pessoas em tarefas não muito simples, porém geralmente prejudica a maioria delas para benefício próprio. Sua esposa é a Mulher-Calcinha, que vive o destratando por não ajudar nas tarefas domesticas. Seu filho é o Menino-Fralda, que prefere o caminho dos estudos e da honestidade e por conta disso é destratado pelo pai.
- Doutor Pimpolho - Empresário de classe alta que vive de mau humor em sua empresa e vive xingando e demitindo seus funcionários, inspirado no dono da Jovem Pan, Tutinha.
- Sileide - Secretária do Dr. Pimpolho que sempre acaba sendo demitida.
- Incrível Rosca - Um rapaz que acaba revelando seu lado homossexual reprimido ao ouvir palavras de duplo sentido. Sátira ao Incrível Hulk.[7]
- Odemar - Político de extrema honestidade, que por conta disso sempre perde as eleições.
- Cigana Catita - Mística, apresenta o programa de rádio "Tenda Holística", sempre pedindo generosas contribuições aos participantes.
- Super Shana - Super-heroína que ajuda suas amigas a se defenderem dos homens.
- Carlito e Porpeta - Dois adolescentes conhecidos por serem grandes fãs do lutador Acéfalo Dias, geralmente vivem em encrencas.
- Jonelson - Um adolescente desprovido de inteligência que vive aprontando e quase sempre coloca seu amigo Cabeça para sofrer as consequencias junto.[8]
- Naldinho - Um menino de 5 anos que pelo seu excesso de inteligência se aproveita de inúmeras situações.[9]
- Robobo - Um robô bobo que mata todos que o irritam.
- Rick du Boiol - Estilista homossexual que critica o mundo de hoje.[10]
- Sandra - Mulher de classe alta casada quem tem um filho que conta para suas amigas pelo telefone o seu dia a dia e coisas que odeia.